# ساندرا پائوویچ
ساندرا پائوویچ (انگلیسی: Sandra Paović؛ زادهٔ ۱۵ آوریل ۱۹۸۳) ورزشکار سابق تنیس روی میز معلولین اهل کرواسی است. ساندرا در یک سانحه رانندگی در ۳۰ ژانویه ۲۰۰۹ آسیب جدی دید. از دسامبر ۲۰۰۹، او تحت درمان بود تا بتواند از پاهایش مانند قبل استفاده کند.
او در بازی‌های المپیک ۲۰۰۸ و بازی‌های پارالمپیک ۲۰۱۶ شرکت کرده است. قهرمان پارالمپیک ۲۰۱۶، قهرمان جهان پارالمپیک ۲۰۱۴، قهرمان اروپا در پارالمپیک ۲۰۱۳ و ۲۰۱۵. بهترین بازیکن تنیس پارالمپیک (تنیس روی میز) ۲۰۱۴ بر اساس ITTF است.

## زندگی‌نامه
او که در ووکوار متولد شد، دوران کودکی خود را در جامعه بوروو گذراند. در طول جنگ در کرواسی، او به همراه خانواده خود به جمهوری فدرال یوگسلاوی نقل مکان کرد و با پدر و مادرش در شهر زمایوو وویودینا ساکن شد.

## حرفه ورزشی
او کار خود را به عنوان یک بازیکن تنیس روی میز در یک باشگاه محلی آغاز و برای تیم یوگسلاوی بازی کرد. دارنده مدال برنز قهرمانی اروپا در سال ۱۹۹۶ در بین جوانان در دو نفره و در سال ۱۹۹۷ نماینده یوگسلاوی در بازی های مدیترانه بود.
در سال ۱۹۹۸، خانواده به کرواسی بازگشتند، که ساندرا در کرواسی رقابتش را شروع کرد. در مسابقات قهرمانی نوجوانان اروپا در سال ۱۹۹۸ مدال‌های طلای یک نفره، تیمی و میکس را برای کرواسی به دست آورد. او فعالیت باشگاهی خود را آغاز کرد، در سال ۲۰۰۰ در مسابقات دونفره مختلط برنده مدال برنز قهرمانی اروپا شد و در سال های ۲۰۰۳ و ۲۰۰۵ در مسابقات قهرمانی تیمی مدال نقره شد. او از سال ۲۰۰۵ تا ۲۰۰۷ در آلمان برای تیم آنروخت و بعداً برای موندویل فرانسه بازی کرد. او برای اولین بار در مسابقات بین‌المللی المپیک تابستانی ۲۰۰۸ شرکت کرد و به دور دوم مسابقات انفرادی رسید. او همچنین در مسابقات تیمی شرکت کرد و برنده مدال برنز قهرمانی اروپا شد و در همان سال در المپیک پکن با شکست در مقابل نماینده اسپانیا شن یانفی به دور دوم راه یافت. تیم او در مسابقات قهرمانی تیمی از گروه بازماند و به دور مدال‌آوری راه نیافت.
در ۳۰ ژانویه ۲۰۰۹، در نزدیکی پاریس، تیم باشگاه موندویل دچار یک تصادف رانندگی شد: اتوبوس باشگاه در جاده واژگون شد. در حالی که بسیاری از هم تیمی‌هایش با جراحات جزئی فرار کردند، ساندرا که روی صندلی عقب راست نشسته بود، آسیب‌های خطرناکی دید و در آستانه مرگ بود. به دلیل آسیب به نخاع، دست‌ها و پاهای او فلج شدند و پزشکان پیش‌آگهی‌های بدی دادند و شانس ساندرا برای حرکت دست‌ها و پاهایش را به حداقل می‌دانستند. با این حال، درمان فشرده در طول یک سال در فرانسه، و از آوریل در لوسرن، سوئیس، جایی که ساندرا تحت چندین عمل جراحی قرار گرفت، به نجات او کمک کرد. در ۱۹ دسامبر ۲۰۰۹، پس از اتمام مرحله اول توانبخشی، ساندرا به ووکوار بازگشت: به معنای واقعی کلمه در سراسر جهان برای درمان او پول جمع آوری شد. در سال ۲۰۰۹، ساندرا جایزه افتخار کرواسی را دریافت کرد.
پس از بازگشت، ساندرا به تنیس روی میز پارالمپیک روی آورد و شروع به رقابت در کلاس C6 کرد.
او در مسابقات تنیس روی میز معلولین در سال ۲۰۱۳ در مسابقات لیگنانو مستر اوپن شرکت کرد و چهار بار عنوان انفرادی کلاس۶ خود را به دست آورد. او در بازی‌های پارالمپیک تابستانی ۲۰۱۶ در ریودوژانیرو شرکت کرد و به عنوان بازیکن بلامنازع در نظر گرفته شد ودر اولین بازی‌های پارالمپیک پس از شکست دادن استفانی گریب از آلمان، مدال طلا را به دست آورد.
در ۲۹ ژوئیه ۲۰۱۴، ساندرا با دانیل لازوف ازدواج کرد. شهردار زاگرب میلان باندیچ در مراسم عروسی شرکت کرد.